# Ист Палатка (Флорида)
Ист Палатка (енгл. East Palatka) насељено је место без административног статуса у америчкој савезној држави Флорида.

## Демографија
По попису из 2010. године број становника је 1.654, што је 53 (-3,1%) становника мање него 2000. године.
| Група             | 2000.       | 2010.       |
| Белци             | 998 (58,5%) | 917 (55,4%) |
| Афроамериканци    | 636 (37,3%) | 537 (32,5%) |
| Азијати           | 17 (1,0%)   | 8 (0,5%)    |
| Хиспаноамериканци | 41 (2,4%)   | 173 (10,5%) |
| Укупно            | 1.707       | 1.654       |